# Ель-Кусейр
Ель-Кусейр (араб. القصير‎‎) — місто в провінції Хомс, на заході Сирії, за 35 км на південь від міста Хомс, неподалік від Лівану, кордон з яким проходить за 15 км на південний захід від міста.